# Onthophagus neboissi
Onthophagus neboissi é uma espécie de inseto do género Onthophagus, família Scarabaeidae, ordem Coleoptera.

## História
Foi descrita cientificamente por Frey em 1970.